# Burj Rafal
Der an der King Fahad Road befindliche Burj Rafal ist mit 308 Metern und 68 Stockwerken der höchste Wolkenkratzer in Riad. Der Baubeginn war 2010, die Fertigstellung 2014. Geplant und gebaut wurde er von der P&T Group.
Im Gebäude befindet sich unter anderem das Burj Rafal Hotel Kempinski Riad. Das Luxushotel unterhält 349 Zimmer.